# جيل ديكون
جيل ديكون هي صحفية كندية، ولدت في 26 أبريل 1966 في تورونتو في كندا.